# Acyphas
Acyphas é um gênero de traça pertencente à família Arctiidae.

## Espécies
- Acyphas amphideta Turner, 1902
- Acyphas chionitis Turner, 1902
- Acyphas fulviceps Walker, 1855
- Acyphas leptotypa Turner, 1904
- Acyphas leucomelas Walker, 1855
- Acyphas pelodes Lower, 1893